# Kaxatah
Kaxatah är en ort i Mexiko.   Den ligger i kommunen Motul och delstaten Yucatán, i den östra delen av landet, 1 000 km öster om huvudstaden Mexico City. Kaxatah ligger 13 meter över havet och antalet invånare är 982.
Terrängen runt Kaxatah är mycket platt. Runt Kaxatah är det ganska tätbefolkat, med 111 invånare per kvadratkilometer. Närmaste större samhälle är Motul, 3,0 km väster om Kaxatah. Trakten runt Kaxatah består till största delen av jordbruksmark.